# Municipalità locale di Cape Agulhas
Cape Agulhas è una municipalità locale (in inglese Cape Agulhas Local Municipality) appartenente alla municipalità distrettuale di Overberg della Provincia del Capo Occidentale in Sudafrica. 
In base al censimento del 2001 la sua popolazione è di 26.469 abitanti.
La sede amministrativa e legislativa è la città di Bredasdorp; il suo territorio si estende su una superficie di 2.841 km² ed è suddiviso in 5 circoscrizioni elettorali (wards). Il suo codice di distretto è WC033.

## Geografia fisica

### Confini
La municipalità locale di Cape Agulhas confina a nord e a ovest con quella di Theewaterskloof, a nord e a est con quella di Swellendam, a ovest con quella di Overstrand, a est con il District Management Areas WCDMA03; a sud si affaccia sull'oceano Indiano.

### Città e comuni
- L'Agulhas
- Arniston
- Asfontein
- Bredasdorp
- De Mond State Forest
- Die Mond
- Elim
- Fairfield
- Hotagterklip
- Kykoedie
- Klipdale
- Molshoop
- Napier
- Protem
- Skipskop
- Soutkuil
- Struisbaai
- Suiderstrand
- Vogellvlei
- Waenhuiskrans

### Fiumi
- Heuningnes
- Sout